# Shropshire
Shropshire, alternativt kallat Salop, är ett traditionellt och ceremoniellt grevskap i West Midlands-regionen i England. Shropshire är ett av Englands mest lantliga grevskap. Huvudort i grevskapet är Shrewsbury, men Telford är den största staden. Telford ligger i distriktet Telford and Wrekin, som sedan 1998 är en enhetskommun och därmed endast räknas till Shropshire i ceremoniella sammanhang. Resten av Shropshire ombildades till en enhetskommun 2009. Tidigare var detta område uppdelat i distrikten North Shropshire, Oswestry, Shrewsbury and Atcham, South Shropshire och Bridgnorth.

## Historik
Grevskapet bildades ursprungligen på 1000-talet. Det ceremoniella grevskapet har ungefär samma utsträckning som då, bortsett från några exklaver som slagits ihop med sina omgivande grevskap. Shropshire blev födelseplats för den industriella revolutionen, framför allt på grund av dess rika berggrund.

## Geografi
Shropshire är uppdelat i två distinkta delar, norr och söder. 

## Bilder

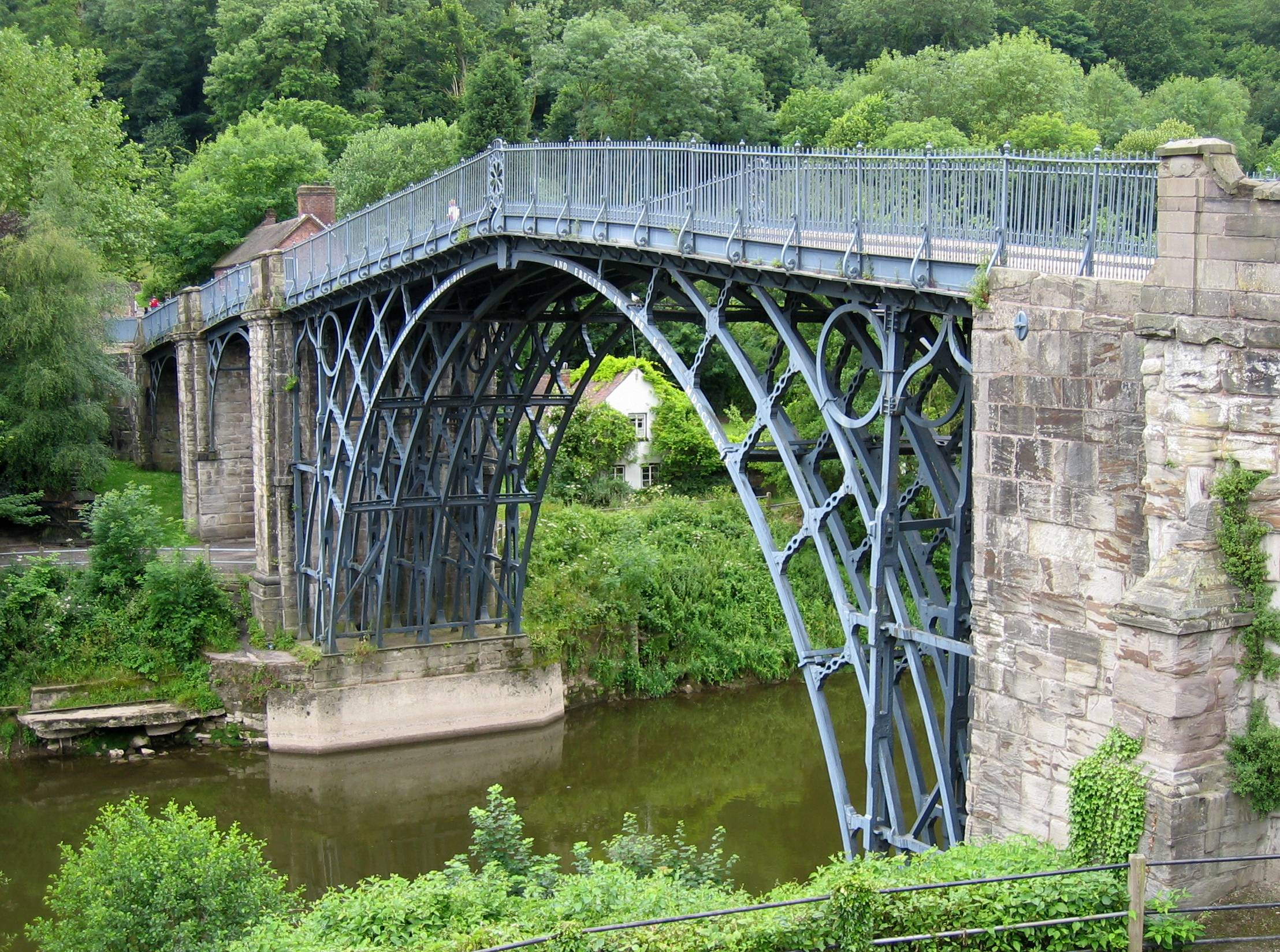
Järnbron i Ironbridge i Shropshire, ett klassiskt byggnadsverk från den industriella revolutionens tid.
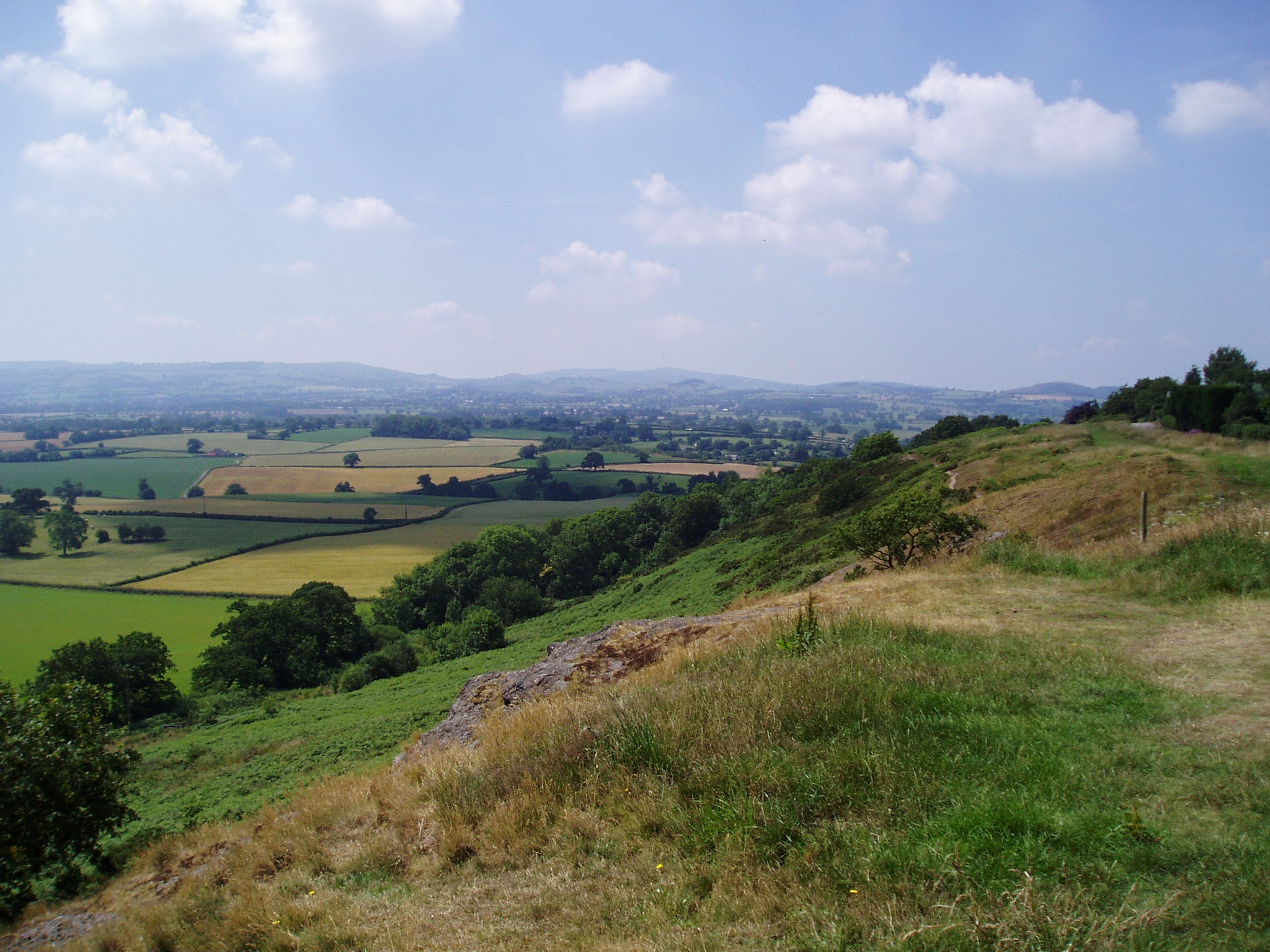
Landskap i mellersta Shropshire.